# Ґжеґожевиці (Ґродзиський повіт)
Ґжеґожевиці (пол. Grzegorzewice) — село в Польщі, у гміні Жаб'я Воля Ґродзиського повіту Мазовецького воєводства.
Населення — 158 осіб (2011).
У 1975-1998 роках село належало до Скерневицького воєводства.

## Демографія
Демографічна структура станом на 31 березня 2011 року:
|          | Загалом | Допрацездатний вік | Працездатний вік | Постпрацездатний вік |
| -------- | ------- | ------------------ | ---------------- | -------------------- |
| Чоловіки | 76      | 10                 | 55               | 11                   |
| Жінки    | 82      | 13                 | 45               | 24                   |
| Разом    | 158     | 23                 | 100              | 35                   |